# Чупятов, Леонид Терентьевич
Леони́д Тере́нтьевич Чупя́тов (17 [29] июля 1890, Санкт-Петербург — декабрь 1941, Ленинград) — русский советский живописец, деятель русского авангарда.

## Биография
Родился в Санкт-Петербурге; сын купца второй гильдии. Детство провел в Новгороде, где окончил полный курс городского училища. В 1908 году переехал в Петербург, где в течение года работал чертежником на Франко-Русском судостроительном заводе.
В 1909—1910 гг. учился в Рисовальной школе Общества поощрения художеств. В 1909—1918 посещал частные студии Яна Ционглинского, Михаила Бернштейна и Елизаветы Званцевой.
В 1918—1919 гг. учится в Петроградских государственных свободных художественно-учебных мастерских у Кузьмы Петрова-Водкина. Учёба у К. Петрова-Водкина знакомство с его методом помогло художнику определить свой путь в искусстве. Чупятов встретился с Петровым-Водкиным в 1916 году, когда мастер работал над новыми идеями о взаимоотношении цвета, света, формы и пространства для достижения иной художественной выразительности, когда рождалась теория «сферической перспективы». Петров-Водкин отметил интерес Чупятова к теоретическим проблемам искусства. Во время учёбы сформировалась индивидуальная манера Чупятова, его собственное видение искусства.
Участник выставок с 1916. Член объединений и экспонент выставок «Мир искусства» (1916—1918), «Жар-цвет» (1924), «Община художников» (1925—1929), «Объединение современных художников Украины» (1928).
В 1919—1933 преподавал в различных учебных заведениях Новгорода, Киева, Ленинграда. В 1921—1925 работал в научно-исследовательском отделе ВХУТЕМАСа.
В 1926 году представил комиссии тридцать живописных произведений и реферат «Путь подлинного реализма в живописи», подтверждавший их специфику. Вопросы, выдвинутые художником, являлись центральными для творчества многих живописцев — о плоскости картины, о законах движения в натуре и в изображении, о свойствах глаза и его культуре, о способах наблюдения предметов, о сюжете. Значение проведенного художником исследования определил Петров-Водкин: «Что для меня ценно — расширение угла зрения, что есть завоевание и дает новую точку мышления. Вещи Чупятова являются большим вкладом в наше искусство…». Отождествляя себя со зрителем, который может свободно двигаться в реальной жизни и смотреть на предметы с разных углов, художник материализует на холсте динамику визуального восприятия, «впускает» зрителя в картину. (Работы «Композиция с красной фигурой», «Лестница», «Автопортрет», «Трампарк»). «Живопись только тогда получит правильную и здоровую жизнь, — писал он в своем трактате, — когда в основу развития её будет положен, в первую очередь, закон движения, затем закон относительного смотрения… Живопись совершенно самостоятельно и естественно на своем пути развития дошла до формулирования и реализации этого закона».
Оптически-формальные задачи присутствуют во всех натюрмортах и жанровых картинах художника и всегда перетекают в тематические, усиливая образность, поддерживают сюжет. Его специфический ракурс порой доходит до крайней точки равновесия, создавая максимальные напряжения отношений и предметов композиции. Художник исследовал и возможности, связанные с фактурой живописной поверхности и способами нанесения краски. Так, с изобретением аэрографа он в ряде произведений использовал его вместо кисти.

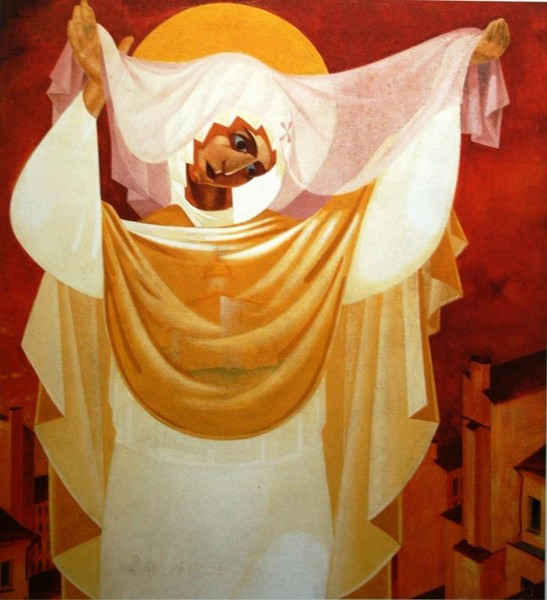
«Покров Богоматери над осажденным городом» (1941)

«Путь Чупятова — путь одиночки, и его индивидуальный выбор особенно ценен на фоне усугубления коллективного сознания. В условиях общего сдвига в сторону соцреализма, а также пропаганды атеизма восхищает не только продолжение его формальных поисков в 1930-е годы (работы «Сон», «Луна над деревней» — обе 1936 год), но и приверженность к религиозной тематике, она представлена на выставке блестящей серией работ 20-30-х годов и последнего, самого трагического года жизни — 1941-го. Следуя и отступая от иконографии, по-модернистски трактуя канонические образы, он создал пронзительные и волнующие лики Богоматери, ангелов, святых и Спасителя, с Верой и даром большого художника, истово чувствуя и переживая эпоху. Апофеозом цикла стал «Покров Богоматери над осажденным городом» (1941). Академик Д. С. Лихачев, ценивший художника, беспокоился об этой картине, писал, что она не должна пропасть».
В 1933–1941 — художник театра и консультант Государственного Большого драматического театра в Ленинграде.
Умер в декабре 1941 года в блокадном Ленинграде.

## Творчество
Символом блокады, по мнению Д. С. Лихачева, стала живописная работа Л. Т. Чупятова «Покров Богородицы над осаждённым городом» (1941).

### Работы в театре
ГАТОБ
- 1924 — «Красный вихрь», балетмейстер Ф. В. Лопухов. Художник Л. Т. Чупятов

Малый оперный театр
- 1935 — «Пиковая дама», режиссёр Вс. Мейерхольд. Художник Л. Т. Чупятов

Большой драматический театр
- 1933 — «Доходное место» А. Н. Островского. Художник Л. Т. Чупятов
- 1934 — «Интервенция» Л. Славина. Художник Л. Т. Чупятов
- 1935 — «Аристократы» Н. Погодина. Художник Л. Т. Чупятов